# Old Bridge (Stirling)
Die Old Bridge ist eine ehemalige Straßenbrücke in der schottischen Stadt Stirling in der gleichnamigen Council Area. Das heute nur noch von Fußgängern genutzte Bauwerk wurde 1965 in die schottischen Denkmallisten in der höchsten Kategorie A aufgenommen.

## Geschichte
Bereits im Mittelalter querte eine Brücke bei Stirling den Forth, an der im Jahre 1297 die bekannte Schlacht von Stirling Bridge gefochten wurde. Bei dieser handelte es sich, obschon auf einem Stadtsiegel aus dieser Zeit eine Steinbogenbrücke abgebildet ist, um eine Holzbrücke, die sich vermutlich rund 60 m stromaufwärts befand. Die heutige Old Bridge wurde im späten 15. oder frühen 16. Jahrhundert errichtet. Vermutlich ermöglichte zuvor eine Fähre an diesem Ort die Querung. Um den jakobitischen Truppen im Laufe des Jakobitenaufstands von 1745 den Zugang zur Stadt abzuschneiden, wurde der stadtnächste Bogen zerstört. Nach Beendigung des Aufstands wurde die Brücke jedoch bis 1749 instand gesetzt. Bis zur Errichtung einer neuen Brücke rund 100 m stromabwärts im Jahre 1831 wurde sie genutzt. In diesem Jahr wurde sie für den Wagenverkehr gesperrt und ist seitdem nur für Fußgänger freigegeben. Zwischen 1912 und 1920 wurde die Old Bridge verstärkt.

## Beschreibung
Der 81,7 m lange Mauerwerksviadukt liegt am Nordrand des historischen Stirlings. Die Bogenbrücke überspannt den Forth mit vier ausgemauerten, beinahe halbrunden Segmentbögen. Die lichten Weiten der einzelnen Bögen betragen zwischen 11,6 m und 17,1 m. Die Pfeiler mit spitzen Eisbrechern sind jeweils 4,5 m weit. Die lichte Weite zwischen den Brüstungen beträgt rund vier Meter. Die Brücke beschreibt einen leichten Bogen mit einer Auslenkung von etwa 0,6 m. Möglicherweise ist dieser auf Bewegungen im Fundament zurückzuführen.